# Ante Miročević
Ante Miročević (ur. 6 sierpnia 1952 w Titogradzie) – czarnogórski piłkarz występujący na pozycji pomocnika. Reprezentant Jugosławii.

## Kariera klubowa
Miročević karierę rozpoczynał w sezonie 1975/1976 w pierwszoligowym zespole Budućnost Titograd. W sezonie 1976/1977 dotarł z nim do finału Pucharu Jugosławii, w którym Budućnost został jednak pokonany przez Hajduk Split. W 1980 roku Miročević przeszedł do angielskiego Sheffield Wednesday z Division Two. Przez trzy sezony rozegrał tam 61 spotkań i zdobył 6 bramek. Potem wrócił do Budućnosti, gdzie w 1984 roku zakończył karierę.

## Kariera reprezentacyjna
W reprezentacji Jugosławii Miročević zadebiutował 15 listopada 1978 w wygranym 4:1 meczu Pucharu Bałkanów z Grecją. 26 kwietnia 1980 w wygranym 2:1 towarzyskim pojedynku z Polską strzelił dwa gole, które były jednocześnie jego jedynymi w reprezentacji. W tym samym roku został powołany do kadry na Letnie Igrzyska Olimpijskie, zakończone przez Jugosławię na 4. miejscu. W latach 1978–1980 w drużynie narodowej rozegrał 6 spotkań.